# Associazione Sportiva Calcio Potenza 2004-2005
Questa voce raccoglie le informazioni riguardanti l'Associazione Sportiva Calcio Potenza nelle competizioni ufficiali della stagione 2004-2005.

## Rosa
| N. |                      | Ruolo | Calciatore                |
| -- | -------------------- | ----- | ------------------------- |
|    | Italia (bandiera)    | C     | Emiliano Bigica           |
|    | Italia (bandiera)    | A     | Cosimo Brigante           |
|    | Italia (bandiera)    | C     | Pietro Capuccilli         |
|    | Italia (bandiera)    | A     | Marco Ferri               |
|    | Italia (bandiera)    | C     | Alessandro Cibocchi       |
|    | Argentina (bandiera) | P     | Nicolas Alejandro Cinalli |
|    | Italia (bandiera)    | C     | Fabio Commandatore        |
|    | Italia (bandiera)    | D     | Giorgio Del Signore       |
|    | Italia (bandiera)    | A     | Francesco Dettori         |
|    | Italia (bandiera)    | C     | Giuseppe Ruggiano Dima    |
|    | Italia (bandiera)    | D     | Bernardino Di Muro        |
|    | Italia (bandiera)    | A     | Vincenzo Garofalo         |
|    | Italia (bandiera)    | P     | Rino Iuliano              |
|    | Italia (bandiera)    | C     | Vincenzo Langone          |
|    | Italia (bandiera)    | A     | Giovanni Lisi             |

| N. |                    | Ruolo | Calciatore             |
| -- | ------------------ | ----- | ---------------------- |
|    | Italia (bandiera)  | A     | Vincenzo Nettis        |
|    | Italia (bandiera)  | A     | Angelo Raffaele Nolé   |
|    | Nigeria (bandiera) | C     | John Otuagomah Olufemi |
|    | Italia (bandiera)  | D     | Antonio Palo           |
|    | Italia (bandiera)  | D     | Luca Pannozzo          |
|    | Italia (bandiera)  | A     | Cristian Parisi        |
|    | Italia (bandiera)  | C     | Francesco Pirrone      |
|    | Italia (bandiera)  | D     | Marco Pisano           |
|    | Italia (bandiera)  | A     | Francesco Ripa         |
|    | Italia (bandiera)  | D     | Giorgio Scognamiglio   |
|    | Svezia (bandiera)  | D     | Jimmy Tamandi          |
|    | Italia (bandiera)  | A     | Davide Visciglia       |
|    | Italia (bandiera)  | D     | Donato Vittorio        |
|    | Italia (bandiera)  | C     | Pietro Zotti           |
|    | Italia (bandiera)  | A     | Francesco Caracciolese |